# Kim Yong-il
Kim Yong-il (2 mei 1944) was van 11 april 2007 tot 7 juni 2010 premier van Noord-Korea. Hij is vervangen door Choe Yong-rim.
Als premier was Kim Yong-il een van de hoofdverantwoordelijken voor het economisch beleid in Noord-Korea.
Hij diende tussen 1960 en 1969 in het Koreaanse Volksleger en studeerde vervolgens af aan de Rajin Universiteit voor Zeetransport als navigatie-officier. Hij werkte veertien jaar als instructeur en vicedirecteur voor een kantoor van het Ministerie van Land- en Zeetransport.
Tussen 1994 en zijn verkiezing tot premier was hij minister van Land- en Zeetransport. Hij leidde de bouw van nieuwe faciliteiten voor een werf nabij de westelijke havenstad Namp'o, aan de monding van de Taedong.